# Илия Шентев
Илия Шентев е български просветен деец и общественик от Македония.

## Биография
Илия Шентев е роден в ресенското село Горно или Долно Дупени, тогава в Османската империя, днес в Северна Македония. Завършва българската гимназия в Габрово, учителства там между 1906 и 1908 година, а през есента на 1908 година е преместен в Еникьой.
Заселва се в град Малко Търново, където преподава в смесената прогимназия от основаването ѝ през 1913 година. През февруари 1914 година е сред основателите на Народното читалище „Георги Попаянов – 1914“. От 1918 година насетне е дългогодишен директор на прогимназията „Любен Каравелов“ в Несебър. През септември 1924 година е един от инициаторите за основаването на Месемврийското македонско благотворително културно-просветно братство „Тодор Александров“. Секретар е на братството.